# Bouchevilliers
Bouchevilliers ist eine französische Gemeinde mit 72 Einwohnern (Stand: 1. Januar 2022) im Département Eure in der Region Normandie (vor 2016 Haute-Normandie). Sie gehört zum Arrondissement Les Andelys und zum Kanton Romilly-sur-Andelle (bis 2015: Kanton Gisors).
Die Einwohner werden Bouchevillois genannt.

## Geographie
Bouchevilliers liegt etwa 75 Kilometer östlich von Rouen am Epte.

### Nachbargemeinden
Umgeben ist Bouchevilliers von den Nachbargemeinden Neuf-Marché im Norden und Westen, Saint-Pierre-es-Champs im Nordosten, Talmontiers im Osten und Südosten, Amécourt im Süden, Mainneville im Südwesten sowie Mesnil-sous-Vienne im Westen und Südwesten.

## Bevölkerungsentwicklung
| Jahr                      | 1962 | 1968 | 1975 | 1982 | 1990 | 1999 | 2006 | 2013 |
| Einwohner                 | 60   | 62   | 60   | 63   | 45   | 52   | 74   | 74   |
| Quelle: Cassini und INSEE |      |      |      |      |      |      |      |      |

## Sehenswürdigkeiten
- Kirche Saint-Ouen aus dem 16. Jahrhundert, Monument historique seit 1961
- Herrenhaus Sainte-Geneviève-des-Brumes aus dem 15. Jahrhundert, Monument historique seit 1974
- Herrenhaus Les Margottes aus dem 18. Jahrhundert

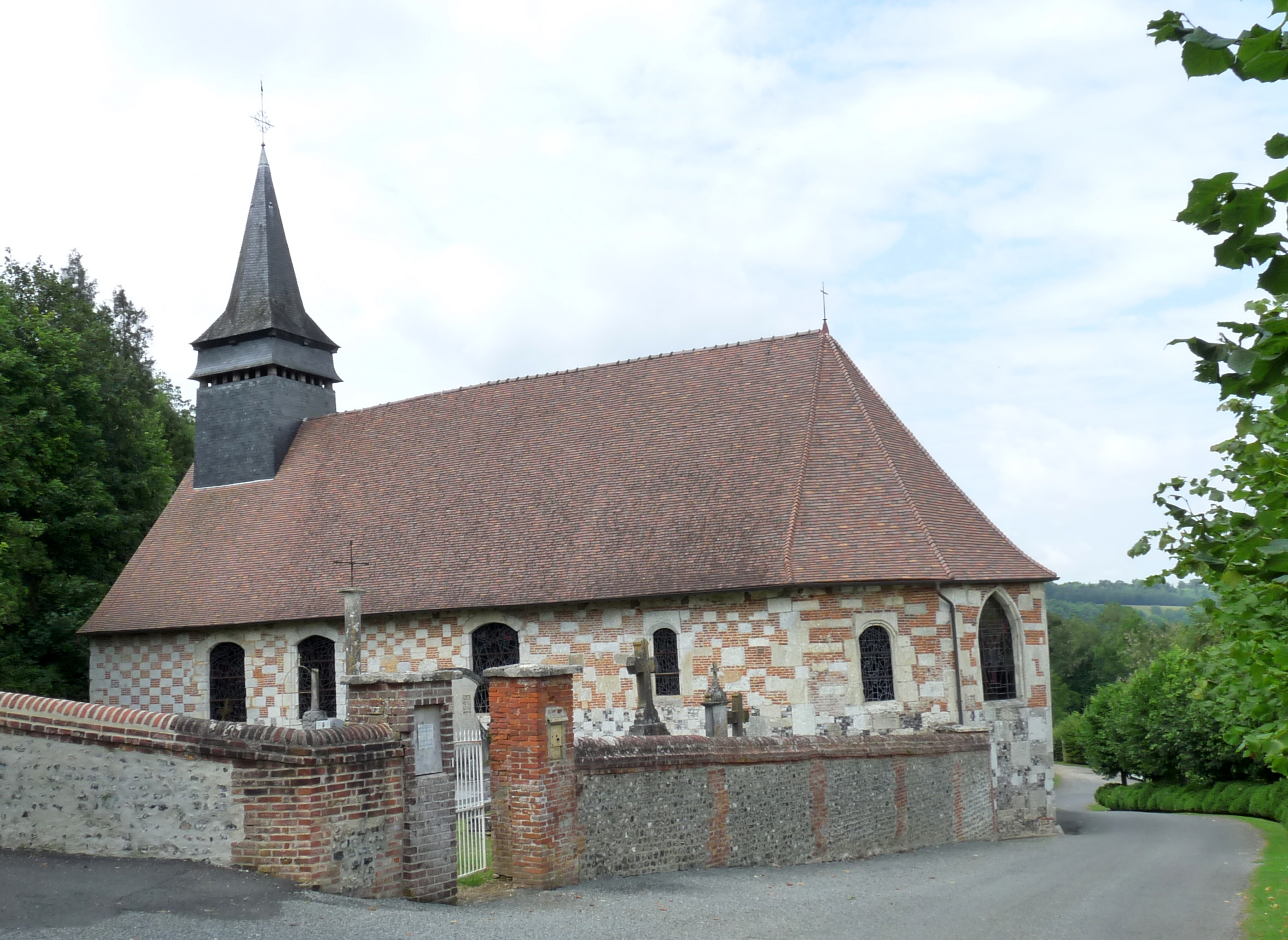
Kirche Saint-Ouen

## Persönlichkeiten
- Alexandre Louis Lefebvre de Cérisy (1798–1867), Entomologe